# Big Time (Whigfield-dal)
A Big Time című dal a dán Whigfield 1995 júliusában megjelent 4. kislemeze, mely az Egyesült Királyságban a 21. helyig jutott a kislemezlistán. A dupla A oldalas bakeliten szerepel a Wham! nagy slágerének feldolgozása a Last Christmas című dal is.

## Megjelenések
12"  Németország ZYX Music – ZYX 7903-12
- A1	Big Time (Extended Version) 4:32
- A2	Big Time (Summer Zone Remix) 5:18
- B1	Big Time (Dancing Divaz Club Mix) 6:54
- B2	Big Time (M.B.R.G. Remix) 4:50

## Slágerlista
| Slágerlista (1995)                       | Legjobb helyezések |
| ---------------------------------------- | ------------------ |
| Belgium (Ultratop 50 Flanders)           | 29                 |
| Belgium (Ultratop 50 Wallonia)           | 35                 |
| Canada Dance (RPM)                       | 22                 |
| Dánia (IFPI                              | 12                 |
| Európa (European Hot 100 Singles)        | 54                 |
| Németország (Media Control Charts)       | 50                 |
| Írország (IRMA)                          | 24                 |
| Olaszország (FIMI)                       | 13                 |
| Hollandia (Top 40)                       | 22                 |
| Hollandia (Single Top 100)               | 20                 |
| Skócia (Official Charts Company)         | 21                 |
| Spanyolország (AFYVE)                    | 13                 |
| UK Singles (The Official Charts Company) | 21                 |